# Руді Фінк
Руді Фінк (нім. Rudi Fink; 6 червня 1958) — німецький боксер, виступав за збірну НДР, олімпійський чемпіон 1980 року. 

## Аматорська кар'єра
1977 та 1979 року був чемпіоном НДР. На чемпіонаті Європи 1979 програв у другому бою Віктору Рибакову (СРСР).
Олімпійські ігри 1980 
- 1/32 фіналу. Переміг Ханну Кайслама (Фінляндія) — 5-0
- 1/16 фіналу. Переміг Есмаель Мохаммада (Афганістан) — KO
- 1/8 фіналу. Переміг Карлоса Гонсалеса (Мексика) — KO
- 1/4 фіналу. Переміг Вінфреда Кабунда (Замбія) — 4-1
- 1/2 фіналу. Переміг Віктора Рибакова (СРСР) — 4-1
- Фінал. Переміг Адольфо Орта (Куба) — 4-1

На чемпіонаті Європи 1981 програв у першому бою Йордану Лесову (Болгарія).